# Esto Perpetua
Esto Perpetua («Буде Завжди»)  — девіз штату Айдахо. 
Фраза «esto perpetua» належить венеціанському ченцеві ордену сервітів та математику Паоло Сарпі (1552—1623). Будучи на смертному одрі, Сарпі звернув ці слова в честь Венеції та проти папи Павла V. Фраза отримала широке поширення у його сучасників. 
Незабаром після отримання 1890 року Айдахо статусу штату фраза була прийнята як його офіційний девіз та розміщена у його офіційній пресі. 